# 손산
손산(본명: 손미애, 1985년 1월 1일 (음력 1984년 11월 11일)~)은 대한민국의 배우이다.

## 학력
- 서울예술대학 연기과

## 출연작

### 드라마 & 시트콤
- 《넌 내게 반했어》 (2011년, MBC) - 뮤지컬 단원 역
- 《도롱뇽도사와 그림자 조작단》 (2012년, SBS)
- 《레인보우 로즈》 (2012년, 일본 TV도쿄)
- 《KBS 드라마 스페셜 - 습지생태보고서》 (2012년, KBS2)
- 《직장의 신》 (2013년, KBS2)
- 《트로트의 연인》 (2014년, KBS2)
- 《사랑 주파수 37.2》 (2014년, MBC Every1)
- 《연애세포 시즌 2》 (2015년, 웹드라마)
- 《응답하라 1988》 (2015년, tvN) - 성덕선의 담임 선생님 역
- 《투모로우보이》 (2016년, 웹드라마) - 스탭 역
- 《한 번 더 해피엔딩》 (2016년, MBC)
- 《마스터 - 국수의 신》 (2016년, KBS2) - 찬장 김진녀 역
- 《당신이 잠든 사이에》 (2017년, SBS) - 민정하 역
- 《오늘도 형제는 평화롭다》 (2017년, 웹드라마) - 비서 역
- 《서른이지만 열일곱입니다》 (2018년, SBS) - 요양보호사 역
- 《내 뒤에 테리우스》 (2018년, MBC) - 수진의 엄마 역
- 《초면에 사랑합니다》 (2019년, SBS) - 구명정 역
- 《의사요한》 (2019년, SBS) - 홍연진 역

### 영화
- 《남자사용설명서》 (2013년) - 보나친구 1 역
- 《사이코메트리》 (2013년) - 구청 여 역
- 《힘내세요, 병헌씨》 (2013년) - 여자조감독 역
- 《더 파이브》 (2013년) - 정도부인 역
- 《손님》 (2015년) - 명산 역
- 《형》 (2016년) - 가석방 심사원 역
- 《가장 보통의 연애》 (2019년) - 이자카야 아가씨 역
- 《니 부모 얼굴이 보고 싶다》 (2022년) - 황 선생 역